# Jerzy Fedorowicz (1928–2018)

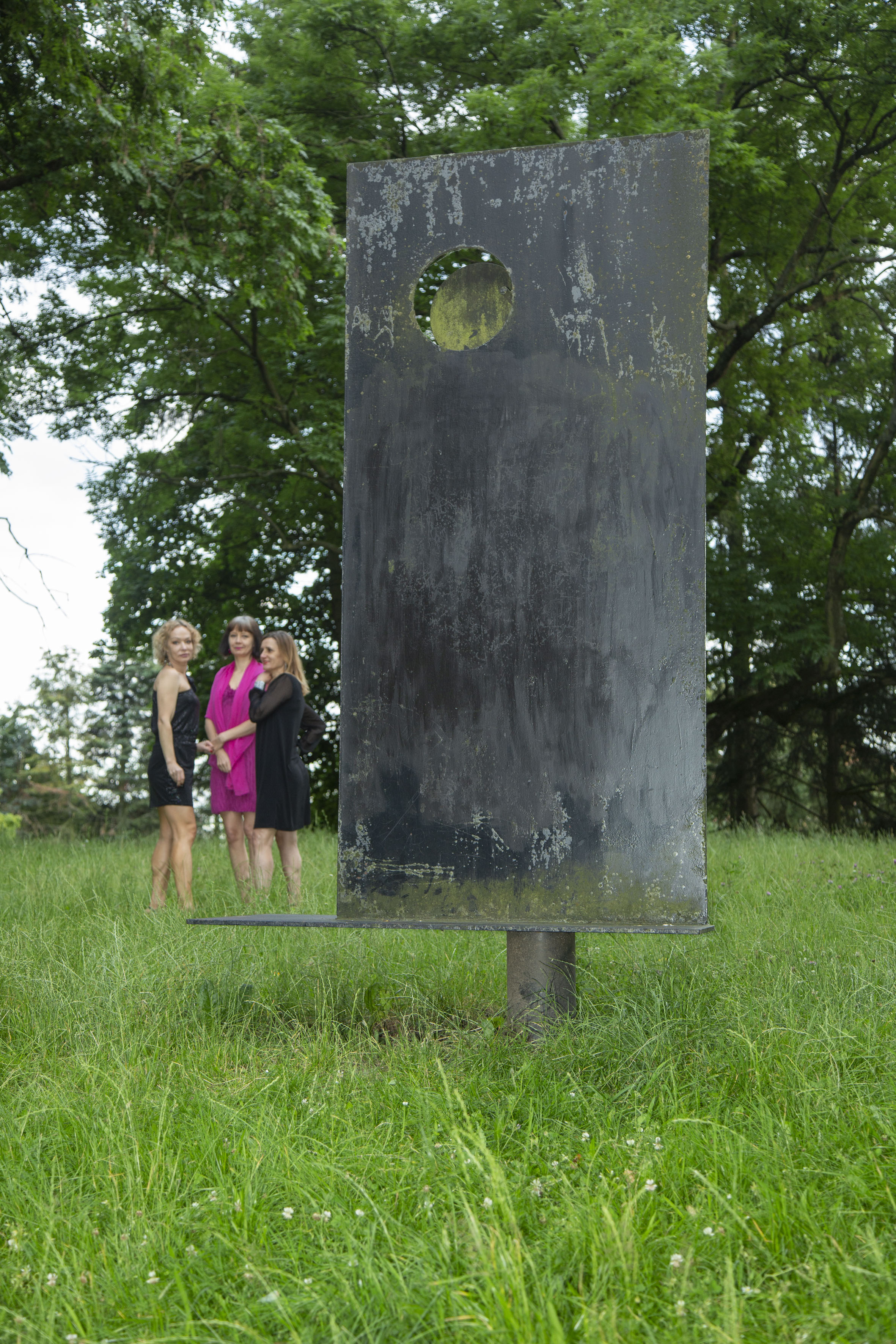
Forma przestrzenna Jerzego Fedorowicza stworzona w czasie I Biennale Form Przestrzennych w Elblągu (stan obecny z uszkodzeniami).

Jerzy Fedorowicz (ur. 6 września 1928 w Pruszkowie, zm. 12 kwietnia 2018 w Warszawie) – polski artysta plastyk, wybitny przedstawiciel polskiego konceptualizmu. Prace z lat 60. i 70. XX wieku to kompozycje abstrakcyjne, wizualistyczne w rygorze geometrycznym, obrazy kinetyczne. Realizując idee sztuki pojęciowej, prezentował instalacje, fotograficzne i rysunkowe zapisy procesu, obiekty, dokumentacje itp. Jego prace znajdują się w kolekcjach muzealnych w Koszalinie, Warszawie, Łodzi, Wrocławiu, Słupsku, Chełmie.
Był inicjatorem, organizatorem i uczestnikiem Spotkań Artystów i Teoretyków Sztuki w Osiekach (1963–1981). Plenery te zapoczątkowały kolejne spotkania polskiego ruchu awangardowego, jak: I Biennale Form Przestrzennych w Elblągu (1965), Sympozjum Naukowców i Teoretyków Sztuki - Puławy (1966), Sympozjum Plastyczne Wrocław '70, Sympozjum Złotego Grona, Zielona Góra 1971, Interwencje, Pawłowice 1975, Artycypacje, Dłusko 1976 i 1977, Sympozjum Jankowice 1978. Wraz z żoną, Ludmiłą Popiel, współpracował i działał na polu organizacji życia artystycznego (od 1954 mieszkał w Koszalinie, a od 1974 także w Warszawie).  

## Twórczość
Prace z lat sześćdziesiątych to głównie kompozycje abstrakcyjne, fakturalne w rygorze geometrycznym (cykl „Grawitacje”), cykle obrazów kinetycznych „Relatywy” (1965), a także prace efemeryczne (ingerencje w otoczenia i przedmioty („Kocioł” – Osieki 1966, „Postać na leżaku” - Osieki 1967. Od końca lat sześćdziesiątych realizował idee sztuki pojęciowej, prezentował instalacje, fotograficzne i rysunkowe notacje procesu, obiekty, dokumentacje itp. 

### Akcje i sztuka konceptualna
- 1969 – „Stymulphitron” – projekt  totalnego urządzenia do stymulowania bodźców akustyczno-świetlnych
- 1970 – „A-B Metr Osieki 1970 (Akcja) – Obraz metra, jako obraz pojęcia (rekwizyty w Muzeum w Koszalinie) (wspólnie z Ludmiłą Popiel)
- 1970 – „Punkt” (Projekt), Sympozjum Plastyczne Wrocław '70.
- 1970 – „Stymulphitron” (wspólnie z Ludmiłą Popiel)
- 1971 – „NIĆ” – Sympozjum Opolno 1971, projekt przeciągnięcia przędzy bawełnianej nad kopalnią odkrywkową Turów 1 w Turoszowie (wspólnie z Ludmiłą Popiel)
- 1971 – psychourządzenia: „Płaszczyzna dyskusji”, „Videofon popularny”, „Antyvideofon”
- 1971–1972 World of Colour. Telephone box. Ken Friedman Archive, USA
- 1972 – „Przekształcenie” (Akcja), Osieki 1972. Próba zapisu prostych działań w przestrzeni w postaci wzoru i dalsza nim manipulacja.(wspólnie z Ludmiłą Popiel)
- 1972 – „Koszalin Super-star Bałtyku” – propozycje urbanistyczne Koszalin-Osieki (wspólnie z Ludmiłą Popiel)
- 1973 – „Pejzaż obiektywny” (Akcja) Osieki 1973 (wspólnie z Ludmiłą Popiel)
- 1973 – Teoria niskiej aktywności
- 1975 – „Montaż tekstów gotowych jako nośnik informacji własnej” (ilustracja teorii niskiej aktywności), Pawłowice 1975
- 1976 – „Akcja w trzech planach”, Dłusko 76
- 1977 – „Synchron” (Akcja) Dłusko 77, Trzy niezależne grupowe decyzje wyboru kierunku w przestrzeni przecięte w wybranym punkcie (model synchroniczny). (wspólnie z Ludmiłą Popiel)
- 1978 – „Bielszy niż śnieg” (Akcja) Jankowice 1978 – Próba zderzenia mitu z rzeczywistością (wspólnie z wspólnie z Ludmiłą Popiel)
- 1979 – „IN” (Instalacja) – Galeria „Akumulatory” Poznań, Wrocław (wspólnie z Ludmiłą Popiel)
- 1980 – „IN” – Sytuacja topograficzna Osieki (wspólnie z Ludmiłą Popiel)

- 1983 – „Zdarzenie” Galeria PIWNA 20/26, Warszawa
- 1983 – „I rzekł im...” Galeria PIWNA, Warszawa (wspólnie z Ludmiłą Popiel)
- 1984 – „Semeion” (wspólnie z Ludmiłą Popiel)
- 1985 – „I odtąd nigdy już nie był sam”
- 1986 – „Dystans”

### Uczestnictwo w sympozjach i wystawach
| ROK         | 75 |
| ----------- | --- |
| 1956 i 1957 | Wystawa wiosenna plastyki koszalińskiej. ZPAP, CBWA Szczecin |
| 1959        | Wystawa malarstwa Słupsk – Koszalin. ZPAP, CBWA Szczecin |
| 1960        | Jesienna wystawa plastyki koszalińskiej. Łódź |
| 1962        | KONFRONTACJE. Galeria Krzywe Koło, Warszawa |
| 1963        | I Międzynarodowe Studium Pleneru Koszalińskiego (Osieki) - organizacja i uczestnictwo |
| 1963        | KONFRONTACJE - Galeria Krzywe Koło, Warszawa oraz ARGUMENTY Galeria Krzywe Koło, Warszawa                                                                                                  |
| 1963        | Parada Sztuki Nowoczesnej Elbląg |
| 1964        | Międzynarodowe Spotkania Artystów, Naukowców i Teoretyków Sztuki w Osiekach” II Plener - organizacja i uczestnictwo Prace uczestników I Pleneru w Osiekach. Galeria Krzywe Koło – Warszawa |
| 1965        | I Biennale i Wystawa Sztuki Nowoczesnej. Galeria „EL”,Elbląg |
| 1965        | Konfrontacje.Galeria „EL”,Elbląg |
| 1965        | Międzynarodowe Spotkania Artystów, Naukowców i Teoretyków Sztuki w Osiekach” – III Plener organizacja i uczestnictwo                                                                       |
| 1966        | I Sympozjum Artystów i Naukowców w Puławach |
| 1966        | Sztuka w zmieniającym się świecie. Puławy, Lublin |
| 1966        | Malarstwo – J. Fedorowicz, I. Kozera, L. Popiel, J. Ziemski. Galeria BWA – Wrocław |
| 1966        | IV Wystawa malarstwa ziem nadodrzańskich. |
| 1966        | „Międzynarodowe Spotkania Artystów, Naukowców i Teoretyków Sztuki w Osiekach”- IV Plener                                                                                                   |
| 1967        | Festiwal sztuk plastycznych „Porównania II” Sopot |
| 1967        | 11 Polskich Malarzy Pardubice Czechy |
| 1967        | Przestrzeń, ruch, światło. Wrocław |
| 1967        | Międzynarodowe Spotkania Artystów, Naukowców i Teoretyków Sztuki w Osiekach - V Plener organizacja i uczestnictwo                                                                          |
| 1968        | Współczesna Sztuka Polska SVEAGALLERIET Sztokholm, Szwecja |
| 1968        | Pomnik – kompozycja przestrzenna – Toruń |
| 1968        | IV Festiwal Polskiego Malarstwa Współczesnego Szczecin |
| 1969        | I Sympozjum Plastyki Złotego Grona – Zielona Góra |
| 1969        | XXII Festiwal Sztuk Plastycznych w Sopocie – „Porównania III” |
| 1970        | Zjawiska akustyczne i świetlne w sztuce i otoczeniu człowieka – Warszawa |
| 1970        | Sympozjum Plastyczne Wrocław '70 |
| 1970        | Międzynarodowe Spotkania Artystów, Naukowców i Teoretyków Sztuki w Osiekach – VIII Plener                                                                                                  |
| 1971        | V Wystawa i Sympozjum plastyki Złote Grono – Zielona Góra |
| 1971        | Porównania 4. Sopot |
| 1972        | Sztuka Pojęciowa. BWA, Lublin |
| 1972        | Kontrapunkt. Wrocław, 1972-1973 |
| 1972        | „Communication Paper” (SYSTEM) – m.in. list obiegowy do Edynburga (mailart -akcja) Galeria Demarco Edynburg, Galeria Sztuki Kreatywnej Wrocław                                             |
| 1972        | Międzynarodowe Spotkania Artystów, Naukowców i Teoretyków Sztuki w Osiekach – X Plener, organizacja i uczestnictwo                                                                         |
| 1973        | Międzynarodowe Spotkania Artystów, Naukowców i Teoretyków Sztuki w Osiekach – XI Plener |
| 1976        | Sympozjum ARTycypacje. Dłusko, Galeria OdNowa, Poznań |
| 1977        | Sympozjum RelARTacje, Dłusko, Galeria OdNowa, Poznań |
| 1978        | Wystawa „Plenery Osieckie” Berlin |
| 1978        | Sympozjum RelARTacje Jankowice 78 |
| 1979        | Wystawa polskich artystów Varbergs Museum, Szwecja |
| 1979        | „IN’ (instalacja.) Galeria Akumulatory Poznań, Wrocław, Płock |
| 1980        | Wystawa „Spotkania 80” Słupsk |
| 1980        | Międzynarodowe Spotkania Artystów, Naukowców i Teoretyków Sztuki w Osiekach Plener XVIII                                                                                                   |
| 1981        | II Międzynarodowe Triennale Rysunku. Wrocław |
| 1981        | Przestrzeń w przestrzeni. Wrocław |
| 1981        | Czas zdeterminowany. Wrocław |
| 1981        | Międzynarodowe Spotkania Artystów, Naukowców i Teoretyków Sztuki w Osiekach. Plener XIX |
| 1983        | "Zdarzenie" Galeria PIWNA Warszawa |
| 1983        | „...I rzekł...” Galeria PIWNA Warszawa |
| 1983        | Znak krzyża. Warszawa |
| 1984        | Język geometrii. Zachęta Warszawa |
| 1986        | Geometria i ład. Galeria 72 – Sympozjum w Chełmie Lubelskim |
| 1990        | W Kręgu Krzywego Koła. Muzeum Narodowe w Warszawie |
| 1993        | „OSIEKI 1963-1961” Wystawa – dokumenta. Koszalin |
| 1995        | Sztuka na Pomorzu po roku 1945. Szczecin, |
| 1999        | Refleksja konceptualna w sztuce polskiej. Centrum Sztuki Współczesnej, Warszawa |
| 2008        | Puławy 1966. Centrum Sztuki Współczesnej, Warszawa |
| 2014        | Kosmos wzywa! Sztuka i nauka w długich latach sześćdziesiątych. Zachęta, Warszawa |
| 2018        | Formy nikłe. Ludmila Popiel i Jerzy Fedorowicz. Fundacja Arton. Warszawa |
| 2019        | IN / Ludmiła Popiel i Jerzy Fedorowicz Fundacja Arton i Galeria „EL”, Elbląg |
| 2020        | Nowa normatywność. Sympozjum Plastyczne Wrocław 70. Muzeum Współczesne Wrocław |

### Spotkania artystów, naukowców i teoretyków sztuki w Osiekach
W 1962 Jerzy Fedorowicz poznał Mariana Bogusza. W wyniku wielu spotkań Jerzego Fedorowicza i Ludmiły Popiel z Marianem Boguszem w Koszalinie i Warszawie narodził się pomysł zorganizowania „I Międzynarodowego studium pleneru koszalińskiego” w Osiekach, druga edycja, zgodnie z koncepcją Jerzego Fedorowicza miała mieć charakter interdyscyplinarny i w 1964 roku nosiła nazwę „II Plener Koszaliński, spotkanie artystów i naukowców - Osieki 1964”, a w 1965 roku „Międzynarodowe spotkanie artystów i teoretyków sztuki - Osieki 1965”.
W spotkaniach tych uczestniczyli najwybitniejsi artyści i intelektualiści tamtych czasów, m.in. Henryk Stażewski, Edward Krasiński, Maria Ewa Łunkiewicz, Marian Bogusz, Henryk Berlewi, Julian Przyboś, Artur Sandauer, Jerzy Ludwiński, Stefan Morawski. W 1967 w Osiekach miały miejsce dwa pierwsze w Polsce happeningi – Włodzimierza Borowskiego („Zdjęcie kapelusza”) i Tadeusza Kantora („Panoramiczny happening morski”), w 1970 Spotkanie w Osiekach było miejscem drugiej po Wrocławiu manifestacji sztuki konceptualnej w Polsce, a w latach 1972 i 1973 podczas spotkań zwrócono uwagę na zagrożenia środowiska naturalnego. Głównymi autorami koncepcji tych właśnie plenerów byli Jerzy Fedorowicz i Ludmiła Popiel. 
Pierwsze spotkania okazały się niezwykle udanym wydarzeniem artystycznym, zapoczątkowały „epokę plenerów”, co podkreślił m.in. Jerzy Ludwiński nazywając Fedorowicza i Popiel „twórcami epoki plenerów”, a Julian Przyboś nazywał spotkania „letnią stolicą sztuki polskiej”. Weszły one do kanonu polskiej sztuki nowoczesnej. 

### Teksty
- Fedorowicz, J. (1978). Czas aktualny sztuki i cywilizacji pośpiechu, czy istnieje więź bezkolizyjna? Niemożność definicji. W A. Matuszewski red.  SytuARTacje. Jankowice 2-11luty 1978 [Katalog]. Oficyna w.w
- Fedorowicz, J. (1978). Kicz niekonwencjonalny. Referat wygłoszony na Festiwalu kiczu 1978
- Fedorowicz, J. (1981). Formy nikłe. Scenariusz wystawy.
- Fedorowicz, J. (1993). Krzywe Koło – Koszalin – Osieki 1960-1963. Katalog wystawy: Osieki 1963-1981. Wystawa Dokumenta. Muzeum Okręgowe   w Koszalinie, Dział sztuki współczesnej, Koszalin.
- Fedorowicz, J. (1995). Czas przeszły dokonany. 40 lat Związku Polskich Artystów Plastyków na Pomorzu Środkowym. Koszalin
- Fedorowicz, J. (2000). Jak doszło do Osiek. Tekst niepublikowany dla Muzeum w Koszalinie, 2000.
- Fedorowicz, J. (2001). Światło z głębi ziemi. Projekt upamiętnienia ofiar WTC w Nowym Yorku
- Fedorowicz, J. (2006). Park ekumeniczny
- Fedorowicz, J. (2008). Słowo wstępne. W : J Chrobak, M. Rogalski i M. Wilk: Panoramiczny happening morski i Tadeusz Kantor w latach 1964–1968. Cricoteka: Kraków, 2008, str 7-13
- Fedorowicz, J. (2013). Drapieżcy Europy
- Fedorowicz, J (2015). Pomerania Today
- Ludmiła Popiel, Jerzy Fedorowicz (1972), „Definicja Sztuki”

Sztuka niczemu nie służy. Nie jest poznaniem w takim rozumieniu jak nauka. Nie jest przekazem przeżywanych uczuć ani obrazem wyimaginowanej rzeczywistości. Nieistotne są te jej cechy, na podstawie których, dokonuje się wartościowania „dzieł sztuki”. Nieistotna jest forma materialna lub rodzaj zapisu. Sztuki nie należy utożsamiać z aktywnością działania. Sztuka może zaistnieć jedynie jako przebłysk wyizolowanej świadomości i do takiej się odwołuje.

### Prace projektowe
Głównie w latach 60 i 70. wykonał wiele projektów w dziedzinie scenografii (w Bałtyckim Teatrze Dramatycznym w Koszalinie) oraz sztuki użytkowej. Były to głównie projekty wnętrz nadmorskich ośrodków sanatoryjnych i wczasowych (Wystawa – Słupsk), urzędów stanu cywilnego, mebli.

## Życiorys

### Dzieciństwo i młodość
Dzieciństwo i lata okupacji spędził w Pruszkowie, Warszawie i Sanoku, gdzie jego wychowawca był m.in. Leon Getz. Przebywał w Sanoku także w czasie przesuwania się linii frontu podczas kilkukrotnego wyzwalania miasta. W 1945 roku ojciec Władysław Fedorowicz został pierwszym powojennym burmistrzem Słupska - rodzina przeniosła się do Słupska. Młodzieńcze pasje: narciarstwo, żeglarstwo (odbył rejsy szkoleniowe na jachcie pełnomorskim General Zaruski) motoryzacja (motocykle – starty w zawodach motocyklowych Pomorza, konstrukcja własnego samochodu, studia na wydziałach: mechanicznym i architektury Politechniki Gdańskiej). Fascynacja Bauhausem i konstruktywizmem zadecydowała o ostatecznie o wyborze studiów artystycznych. 

### Wiek dojrzały
Studiował w Państwowej Wyższej Szkole Sztuk Plastycznych w Gdańsku (1949–1951), a następnie w krakowskiej ASP (1951–1954). Od 1954 roku zamieszkał w Koszalinie. Wraz z żoną, Ludmiłą Popiel, współpracował i działał na polu organizacji życia artystycznego. Był inicjatorem, organizatorem i uczestnikiem plenerów osieckich (1963–1981). Wiele prac wykonał wspólnie z małżonką. Razem brali udział w spotkaniach i wystawach polskiego ruchu awangardowego, jak: I Biennale Form Przestrzennych w Elblągu (1965), gdzie zrealizował formę przestrzenną o wysokości 3 metrów (współpracownik J. Iwański), znajdującą się u stóp Góry Anny w Parku Traugutta w Elblągu, Sympozjum Plastyczne Wrocław '70, Sympozjum Złotego Grona, Zielona Góra 1971, Interwencje, Pawłowice 1975, Artycypacje, Dłusko 1976 i 1977, Sympozjum Jankowice 1978, Język geometrii, Warszawa 1984.
Po 1988 roku wycofał się za aktywnego życia artystycznego. Wyjątek stanowił projekt: „Światło z głębi ziemi. Projekt upamiętnienia ofiar WTC w Nowym Yorku”. W następnych trzydziestu latach wypowiadał się na tematy spuścizny artystycznej i historycznej spotkań w Osiekach w niektórych publikacjach im poświęconych (Jerzy Fedorowicz, Krzywe Koło – Koszalin – Osieki 1960–1963. Katalog wystawy: Osieki 1963–1981. Wystawa Dokumenta. Muzeum Okręgowe w Koszalinie, Dział sztuki współczesnej, Koszalin, 1993; Jerzy Fedorowicz, Czas przeszły dokonany. 40 lat Związku Polskich Artystów Plastyków na Pomorzu Środkowym. Koszalin, ZPAP, 1995, Jerzy Fedorowicz, „Słowo wstępne” w Józef Chrobak, Michał Rogalski, Marek Wilk, Panoramiczny happening morski i Tadeusz Kantor w latach 1964–1968. Kraków: Cricoteka, 2008, s. 7–13), a także w formie niepublikowanych projektów („Park ekumeniczny”, 2006, „Drapieżcy Europy”, „Pomerania today. Zarys koncepcji zorganizowania polskiej ekspozycji – prezentacji osiągnięć w dziedzinie kultury materialnej i sztuki w nawiązaniu do ciągłości historycznej”, 2013). W 2010 roku powstało 15 egzemplarzy satyrycznego almanachu „Życie jak komiks”.